# Sick of Me
«Sick of Me» es una canción de la banda estadounidense de hardcore punk Beartooth, lanzado a través de Red Bull Records el 2 de mayo de 2017 como el quinto y último sencillo de su segundo álbum de estudio Aggressive (2016).

## Antecedentes y composición
"Sick of Me" es una canción sobre la superación de la ansiedad y la depresión. Junto con el lanzamiento, el grupo lanzó una nueva línea de camisetas con la canción para concienciar sobre la depresión y la ansiedad. Las ganancias se destinarán a la Alianza Nacional de Enfermedades Mentales. La canción fue compuesta por Caleb Shomo y John Feldmann, y Shomo se encargó de la producción.

## Video musical
El video musical de "Sick of Me" se lanzó el 25 de mayo de 2017 y fue dirigido por Marc Klasfeld. El video arroja luz sobre el tema de la depresión, presentando a tres personas que se sinceran sobre sus luchas con este trastorno del estado de ánimo. Klesfeld esperaba que el video pudiera "ayudar a cualquier persona que sufra depresión de alguna manera". La primera persona en compartir su historia es Ernesto, un exmarine, quien, tras el abandono de su esposa durante un despliegue, cayó en depresión y casi se quita la vida. Luchó contra la depresión y caminó 35.500 kilómetros desde Clarksville, Tennessee, hasta Los Ángeles para concienciar sobre la asombrosa cifra de 22 veteranos que se suicidan en Estados Unidos cada día. La segunda persona en compartir su historia es Katie, quien, tras mudarse a Los Ángeles, se encontraba en medio de problemas familiares y financieros, y sin amigos que pudieran ayudarla, cayó en depresión. Sin embargo, recurrió a la escalada en roca para superar sus problemas con el trastorno. La tercera y última persona en compartir su historia es Portia, quien se sentía perdida en su vida y sufría de depresión. Sin embargo, encontró una vía de escape en el cosplay y, desde entonces, ha encontrado una comunidad que la apoya en su vida y su afición.

## Lista de canciones
| Descarga digital |              |          |  |
| N.º              | Título       | Duración |  |
| 1.               | «Sick of Me» | 3:15     |  |

| 7" Acústico – Hated/Sick of Me |                         |          |  |
| N.º                            | Título                  | Duración |  |
| 1.                             | «Hated» (acústico)      | 2:51     |  |
| 2.                             | «Sick of Me» (acústico) | 3:07     |  |